# 신쇼칸
주식회사 신쇼칸(株式会社新書館)은 1961년 6월 14일에 설립된 일본의 출판사이다.

## 발행 잡지

### 만화
- 디어 플러스
- 윙스
- 체리 플러스

### 소설
- 소설 디어 플러스
- 소실 윙스